# Mondo Convenienza
Mondo Convenienza è una catena italiana della grande distribuzione organizzata di mobili e complementi d'arredo, controllata dalla Mondo Convenienza Holding S.p.A. della famiglia Carosi, con sede legale a Roma.

## Storia
L'azienda viene fondata su iniziativa di Giovan Battista Carosi, originario di Bagnaia, nel Viterbese, commesso di un negozio di arredamento di Civitavecchia, che nel 1985 decide di mettersi in proprio aprendo un negozio di mobili nella stessa cittadina in provincia di Roma.
Da semplice negozio di arredamento, alla fine degli anni ottanta apre altri punti vendita nel territorio del Lazio: nel 1990 viene fondato il primo negozio di media struttura, e dopo il 1994 con la nascita del marchio Mondo Convenienza, espande la propria presenza in gran parte del territorio nazionale.
Mondo Convenienza contava al 2024 una rete di 50 punti vendita dislocati in tutta Italia. L'azienda è specializzata nella vendita di mobili e complementi d'arredo a basso prezzo, in cui è seconda in Italia nel numero di vendite dopo la multinazionale svedese IKEA: nel 2020 Mondo Convenienza, con un fatturato di 1,2 miliardi di euro, si è imposta come leader di mercato in Italia nel comparto dell’arredamento, considerando che buona parte dei ricavi di Ikea Retail Italia (1,8 miliardi) arriva da ristorazione e oggettistica.
Il 13 giugno 2019, l'azienda si internazionalizza aprendo il suo primo punto vendita nel territorio spagnolo nella città di Sant Boi de Llobregat, in provincia di Barcellona.

## Controversie
Il 30 maggio 2023, i lavoratori dell’appaltatore dei servizi di consegna e montaggio di Mondo Convenienza hanno iniziato uno sciopero presso il magazzino di Campi Bisenzio. I lavoratori in particolare si sono mobilitati contro la modalità delle società in appalto di Mondo Convenienza che, nei vari magazzini d’Italia, applica il contratto nazionale multiservizi, nonostante si tratti di lavori di logistica. Gli scioperi sono stati sospesi in seguito al tavolo organizzato dalle istituzioni locali, a cui hanno partecipato sia Mondo Convenienza sia la società in appalto oltre ai sindacati coinvolti. L’accordo ha previsto il ripristino della piena operatività e la tutela dei posti di lavoro a fronte del riconoscimento dell’indennità di trasferta per i lavoratori.
Ad agosto 2023 Filcams Cgil, Fisascat Cisl e Uiltucs sottoscrivono un verbale di intesa con l’Associazione Nazionale Servizi Integrati (Ansi), per avviare un percorso di miglioramento delle condizioni di lavoro per chi opera negli appalti, attraverso il passaggio al Contratto collettivo nazionale di settore logistica sottoscritto da Cgil, Cisl e Uil.
A partire da marzo 2024, tutti i lavoratori delle aziende appaltatrici che svolgono il servizio di consegna e montaggio mobili per conto di Mondo Convenienza hanno applicato il contratto collettivo frutto dell’accordo tra Ansi e i sindacati Filt-Cgil, Fit Cisl e Uiltrasporti.
Nel luglio 2023, l’azienda è indagata per caporalato e sfruttamento presso il tribunale di Bologna.